# 夜明け前より瑠璃色な
『夜明け前より瑠璃色な』（よあけまえよりるりいろな）は、2005年9月22日にオーガストから発売されたアドベンチャーゲーム。オーガスト第5作目となる。ならびにそのアニメ化作品である。

## 概要
オーガスト5作目であり、2005年年間セールス第3位となる7万本超えの売上を記録した。また、2006年12月7日にはPlayStation 2移植版 (CERO-C) となる『夜明け前より瑠璃色な-Brighter than dawning blue-』が、オーガストのスタッフによる別ブランド「ARIA」より発売された。
2009年2月27日に、PS2版のストーリーに準拠したアフターストーリーの『夜明け前より瑠璃色な-Moonlight Cradle-』が発売された（詳細は夜明け前より瑠璃色な -Moonlight Cradle-を参照）。
2010年2月25日には、PSP版 (CERO-C) 『夜明け前より瑠璃色な PORTABLE』が発売された。PSP版の内容はPS2版を「PSPのシステムに調整・最適化したもの」である。PSPの解像度（16：9）にあわせたワイド画面表示 や、スクリーンショット機能の付加といったPSPオリジナルの機能的な要素が追加されているが、ストーリー内容はPS2版の「ベタ移植」である。
物語の舞台となるのは一見、現代日本と大差のない文化・風俗を持つ町だが、そこにSF要素が加味される事で独特の世界観を構築している。前々作の『月は東に日は西に 〜Operation Sanctuary〜』は学園を主な舞台とする学園モノであったが、本作は学園こそ登場するものの学園外でストーリーが展開する事が多く、学園モノの要素は副次的なものに留められている。

## 歴史
- 2005年9月22日 - Windows用初回版 発売。
- 2005年12月22日 - Windows用通常版 発売。
- 2006年12月7日 - PS2版『夜明け前より瑠璃色な-Brighter than dawning blue-』発売。
- 2009年2月27日 - Windows用『夜明け前より瑠璃色な-Moonlight Cradle-』初回限定版発売（詳細は夜明け前より瑠璃色な -Moonlight Cradle-を参照）。
- 2009年9月18日 - Windows用『〜-Moonlight Cradle-』通常版発売。
- 2009年9月18日 - Windows用『〜-Brighter than dawning blue- for PC』単独版発売。
- 2010年2月25日 - PSP版『夜明け前より瑠璃色な PORTABLE』発売。
- 2011年7月29日 - 『夜明け前より瑠璃色な』『〜-Brighter than dawning blue- for PC』『〜-Moonlight Cradle-』 Windows7対応版がそれぞれ発売。
- 2020年9月25日 - 『夜明け前より瑠璃色な』『〜-Brighter than dawning blue- for PC』『〜-Moonlight Cradle-』の3作に加え、それぞれのサウンドトラックも封入した『夜明け前より瑠璃色な コンプリートパック』が発売[1]。

## あらすじ
大昔に月に渡った人々が作ったスフィア王国（月王国）。だが、500年から660年前頃に起こった第1次〜第4次オイディプス戦争以降、地球との関係は冷え切った状態が続いており、地球における唯一の窓口である「満弦ヶ崎中央連絡港市」に王国の大使館、月人居住区画、王立月博物館などが設置されているものの、一般市民の月との往還はほとんどなくなっていた。そんな満弦ヶ崎中央連絡港市に住む朝霧家に、月王国の王女がホームステイすることになった。
以下、注釈なき場合はPCはMoonlight Cradleを、PS2は移植PC版をそれぞれ含む。

## 登場人物
声優の表記は注釈なき場合、PC版 / PS2・PSP版 / テレビアニメ版の順。

### メインキャラクター
朝霧 達哉（あさぎり たつや）
声：司晃一（ドラマCD版） / 千葉進歩（テレビアニメ）、花井なお（テレビアニメ、少年時代）
誕生日：12月12日。血液型：A型。星座：いて座。身長：174.9 cm。特技：日曜大工
本作の主人公。満弦ヶ崎大学附属カテリナ学院3年生。父は5年前から行方不明、母は3年前に病気で死亡しており、フィーナが来るまでは従姉のさやかと義妹の麻衣と3人で暮らしていた。母親の死は父親が突然姿を消したことに関係があると考え、今でも父親のことを受け入れられずにいる。自宅の隣にあるイタリアンレストラン・トラットリア左門にてウェイターのアルバイトをしている。幼い頃から捨て犬を見捨てる事ができない性格であり、現在「イタリアンズ」と呼ばれる3匹の犬を飼っている。趣味は日曜大工。
MCの一部のルートでは学院を首席で卒業している。また、フィーナルートでは卒業式の答辞を述べた。
フィーナ・ファム・アーシュライト (Feena fam Earthlight)
声：手塚まき / 生天目仁美 / 同左
誕生日：9月29日。血液型：B型。星座：てんびん座。身長：162.3 cm。3サイズ：84 (C) /56/85。テーマ曲「蒼月のティアラ」。特技：学問・礼儀作法・護身術 苦手：家事全般 好物:桃・シュークリーム 嫌いなもの：生の魚
本作のメインヒロイン。月の王国「スフィア王国」の王女。たっての希望により護衛無しで地球にホームステイすることになり、達哉と出会う。学園生活では満弦ヶ崎大学附属カテリナ学院3年生に留学生として迎え入れられる。王女としてふさわしいだけの才能の持ち主でありかつ努力家。責任感が強く真っ直ぐな性格である。また、負けず嫌いな一面も見せる。姫としての気品に凛然としているが、時折見せるお茶目さもあって、「凛デレ」キャラとされる。母であるセフィリアを尊敬しており、いつか自分も母のようになりたいと思っている。だが、時に母親のことで周りが見えなくなることもある。お風呂では左肩から洗う。オフィシャルホームページで行われたキャラクター人気投票で僅差ながら見事1位になった。
彼女のシナリオは二部構成 となっており、最初に第一部をクリアしないと他のキャラルートには進めず、逆に第二部は全キャラクター攻略後でないと進めない構成になっている。
MCのフィーナルートは、地球側のキャンセルによりスケジュールが空いた彼女が突然朝霧家に現れるというハプニングからカテリナ学院卒業式直後に彼女が月に帰るまでの、いわば「夜明け前より瑠璃色な版『ローマの休日』」的なストーリーとなっている。留学終了後という時系列の関係上、MCにおける出番はメインヒロインながらも全体的に少なめである。
ミア・クレメンティス (Mia Clementis)
声：成瀬未亜 / 野々瀬ミオ / 同左
誕生日：12月22日。血液型：A型。星座：山羊座。身長：148.1 cm。3サイズ：72 (A) /52/77。テーマ曲「sweet&sweet」。 特技：家事全般 苦手：人ごみ、人前に立つこと 好物：ヨーグルト 苦手なもの:マーマレード
フィーナの侍従（メイド）で今回の留学では唯一人の付き添い、裏設定ではアーシュライト家に仕えている。フィーナのことをとても尊敬している。フィーナの母セフィリアに謁見したことがあり、直々にフィーナのことを託されている。そのため、フィーナに尽くそうという気持ちが人一倍強い。フィーナの乳母の娘、つまりフィーナとは乳兄弟ならぬ乳姉妹にあたる。血の繋がった兄弟姉妹が設定されていないフィーナにとっては実の姉妹以上の絆のはずだが、作中ではそれを感じさせるシーンはあまり存在しない。礼儀正しく真面目で素直。朝霧家では屋根裏倉庫を改造した部屋で寝泊りし、麻衣と家事を分担している。掃除好きで、アニメ版では屋根裏部屋改造の際に「やりがいがある」と意欲を見せ、朝霧千春の書斎のあまりの汚さに掃除したくてうずうずする様が描かれている。また、料理も上手で、麻衣から地球の料理を習って作る場面もあり、自作のジャムも披露している。「パニーニ」の言葉の響きが非常に気に入っている。人気投票は5位。
母親はクララ・クレメンティス（声優：風華）。
MCではトラットリア左門でウェイトレスのアルバイトをするとともに、料理の専門学校の社会人コースにも通い調理と栄養学を学んでいる。
朝霧 麻衣（あさぎり まい）
声：安玖深音 / 後藤麻衣 / 同左
誕生日：8月3日。血液型：A型。星座：しし座。身長：153.7 cm。3サイズ：78 (B) /54/79。テーマ曲「Pastel melody」。特技：フルート演奏・家事全般 好物：アイスクリーム 苦手なもの：レバー
達哉の義妹。満弦ヶ崎大学附属カテリナ学院2年生。吹奏楽部に所属し、フルートのパートリーダーを務める。明るく素直なしっかり者であり、人懐っこい。実の両親は「北原」といい、達哉の父と同じ月と地球の歴史研究者だったが、12年前に調査中の事故で夫婦共に他界したため、達哉の父の計らいにより朝霧家の養女となった。義兄妹であることは周りにはもちろんのこと、姉代わりであるさやかにも秘密にしている。フィーナがやってきてミアが分担してくれるまでは朝霧家の家事、特に料理を担当していた。その腕前はフィーナの口に合うほどである。だがまれに料理を失敗するときもあり、そのときに歌う鼻歌は「デスマーチ」と呼ばれ恐れられている。昔は達哉のことを「たーくん」と呼んでいたが、その後「お兄ちゃん」と呼ぶようになる。しかし最近そう呼ぶのも恥ずかしいそうである。実際はそれほどでもないが胸が小さいのをかなり気にしていて、水着のときに上にTシャツを着るほど。好きな食べ物はアイスクリームであり、近所のアイスクリーム屋にも詳しい。人気投票は有効投票総ポイント数71859ポイント中、192ポイントの僅差で2位。
MCフィーナルートでは2年生の首席になり、卒業式では送辞を述べた。
鷹見沢 菜月（たかみざわ なつき）
声：海原エレナ / 氷青 / 同左
誕生日：5月23日。血液型：AB型。星座：ふたご座。身長：163.8 cm。3サイズ：88 (D) /59/86。テーマ曲「Happy relation」。特技：ウェイトレス業務 好きなもの：野菜ジュース 嫌いなもの：脂っこいもの
達哉の幼馴染にしてクラスメイト。努力家でいつも明るく面倒見がよい性格。父親が経営しているトラットリア左門にてウェイトレスのアルバイトをしている。将来の夢は獣医になること。学業も優秀だが運動神経も学年でトップレベル。恥ずかしい目にあうと「ボンッ」と音がするほど真っ赤になり、達哉は「瞬間沸騰」と呼んでいる。菜月の部屋と達哉の部屋は向かい合っており、窓をまたいでいける。必殺技はどこからともなく飛ばすしゃもじブーメランで、狙いは百発百中。だが、被害を受けるのは基本的に仁のみ。小さい頃に達哉に料理を作ったつもりが消し炭の山ができてしまったため、彼女が作る料理は「カーボン」と呼ばれる。母親は料理修行中のため、父親と兄の3人暮らし。人気投票3位だが2位票ではトップ。
MCでは、大学に入るとほぼ同時に「NatsukiのSmile Days」というブログを立ち上げている。またしゃもじブーメランは最大4コンボ繰り出すほどになっている。
穂積 さやか（ほづみ さやか）
声：本山美奈 / 黒河奈美 / 同左
誕生日：3月6日。血液型：O型。星座：うお座。身長165.0 cm。3サイズ：86 (D) /58/86。テーマ曲「Sunny place perfume」。好物：「ぽてりこ」というスナック菓子。
達哉より5歳年上の従姉。実の両親の夫婦仲が悪く家庭が荒んでいたため、8年前に達哉の両親の計らいで里子として引き取られる。のちに達哉の両親が相次いでいなくなったことから、残された達哉と麻衣の保護者となる。月への留学経験のある数少ない地球人で、その経験を買われて月の文化を紹介する名義上の館長がフィーナである「王立月博物館」の館長代理を務めている。カレンとは月留学時代以来の友人でいっしょに酒を飲むことがあり、大体は酔いつぶれてカレンに連れられて帰ってくる。朝は弱く、濃い目に淹れた緑茶を飲まないと意識がはっきりしない。達哉や麻衣を褒めるときは頭をなでることが多い。おっとりとした印象だが、仕事の出来るキャリアウーマン。スポーツ万能でカテリナ学院のOGでもあり、当時はソフトボール部に在籍しエースで4番を務めていた。人気投票は6位。
MCでは、外交関係の部署への異動（出世）が確定しているらしい。
リースリット・ノエル (Wreathlit Noel)
声：三咲里奈 / 伊藤静 / 同左
誕生日：4月19日。血液型：B型。星座：おひつじ座。身長：139.2 cm。3サイズ：63 (AA) /49/67。テーマ曲「Tiny twinkle」。特技：知識を使うこと 好物：甘いもの
月人居住区の礼拝堂や街中で見かける少女。愛称はリース。ぶっきらぼうで無口だが、発言の内容は的確。自分のことを話さないので、家族構成などは不明。評価を示すときは大体「普通」で済ませるため、初めて食べたトラットリア左門の料理を「普通」と切り捨て、左門や仁の料理人魂に火をつける。猫のような仕草や振る舞いをし、たまに野良猫に話しかけたり構ったりすることもある。イタリアンズに好かれており襲われることも多いが、本人は犬が好きではないらしい。本編上での出来事から、おまけではカレンと仲が悪い描写がある。人気投票では4位。
フィーナシナリオ第一部及びリース以外の全キャラのルートをクリアしないと彼女のルートに入ることができない。
フィーナルート（第二部）では、朝霧家に一時期住んでいた。
MCでは原始的な装備でスズキを釣る姿を見せている。さらに、専用ルートでは一度別れた達哉に対してとある切っ掛けからロストテクノロジーを達哉に行使してしまい、それの後遺症を調べるために再び朝霧家に僅かな間住む事になる。それから数年後、とある遺跡で発掘調査をしている達哉の前に少し成長した姿で再び出会うが2人とも影だけで、直接的な姿は描かれていない。
フィアッカ・マルグリット (Fiacca Marguerite)
声：三咲里奈 / 伊藤静 / 同左
人類がかつて持っていたが今はなくしてしまった「ロスト・テクノロジー」の使い手（伝承者）で教団の関係者。月と地球が戦争している時から生きており、今の時代まで何度も人格投射をし生きてきた。教団の中でも伝説的人物として扱われている。CDドラマによく登場するおとぎ話の登場人物でもある。人気投票で、サブキャラ（非攻略キャラ）中トップである7位となった。作中ではリースリットの体へロスト・テクノロジーにより人格が投射され、普段はリースリットのなかで眠っている。リースリットから彼女に変わるときは瞳の色エメラルド色からルビー色に変わる。リースリットはフィアッカの知識を利用できるだけでフィアッカを知覚することはできないが、フィアッカはリースリットを一方的に知覚することができる。また、彼女がリースリットから入れ替わるのは彼女の意思で決定される。包容力があるさやかに対しては苦手意識がある。本名は尊重することにしているらしい。
『夜明け前より瑠璃色な -Moonlight Cradle-』にて登場するシンシアより2つ上の姉。現在ではフィアッカが、未来においては姉妹が揃って伝承の人物とされているが、本人達は「自分は唯の科学者」と言い張っている。
遠山 翠（とおやま みどり）
声：雅姫乃 / 高野直子 / 同左
誕生日：2月10日。血液型：B型。星座：みずがめ座。身長：156.6 cm。3サイズ：84 (C) /56/88。テーマ曲「SKIP HEART!」。特技：クラリネット演奏 好物：焼きそばパン
達哉のクラスメイトで菜月の親友。後ろに結んでいる大きなリボンがトレードマーク。吹奏楽部に所属し、クラリネット担当で吹奏楽部でも中心となって動いている。明るく快活だが、慌てん坊なところがあり、恋愛話になるとあがってしまう。勉強は嫌いな上に苦手。人気投票では8位。
父親は有名なクラリネット奏者、母も有名なピアニストである。二人とも海外を回っているため実質1人暮らしとなっている。また子供の頃から音楽に触れており、絶対音感をもっている。そのため、ちり紙交換の車のようなピッチの狂った音が苦手。中学時代は今とは違い暗めな性格をしていたこともあり、あまりいい思い出がない。イタリアンズのアラビアータ（豆柴）に好かれている。
PS2版、アニメ版ではショートからポニーテールに髪型が変わり、さらにPS2版では新ヒロインに昇格した。なお、アニメ版では髪のリボンの色が白から黄色へと変更されている。
MCでは彼女の将来の夢が語られ、そこへ向かって努力する姿や実際に実現した様子が描かれる。また、フィーナルートでも、それを受けた描写が見られる。
エステル・フリージア (Estel Freesia)
声：佐本二厘 / 結本ミチル / 未登場
誕生日：1月31日。血液型：A型。星座：みずがめ座。身長：161.4 cm。3サイズ：83 (C) /55/83。テーマ曲「創星」。好物：紅茶とホットケーキ
PS2版より登場。若くして、満弦ヶ崎中央連絡港市内にある月人居住区の礼拝堂に赴任してきた月の国教組織“静寂の月光”の司祭。家事全般もそつなくこなし、高司祭の仕事を助けている。だが、典型的な月人思想を持っており、月人に対しては誰隔てなく接するが、地球人に対しては偏見を持って嫌っている。そのため、最初は地球人である達哉のことも毛嫌いしていた。元々孤児院出身であり、同じ孤児院出身で出世したカレンや月の姫であるフィーナを尊敬している。物言いがはっきりしているせいか、クールでドライな印象を与えることもあるが、柴犬の可愛さに胸をときめかせる一面もある。イタリアンズの中ではアラビアータ（豆柴）がお気に入りである。嘘をつく時に右手を頬に当てるという特有の癖を持つ。学院では首席の成績を収めており本来は教団の外務局を志望していたが、ある理由から左遷同等の地球に赴任することになり、そのことをまだ納得していない。そのため、月に戻るために必死に勉強している。教団で保管されているロストテクノロジーを多少使うことができる。リースの世話もしており、猫の毛を服につけたリースとおいかけっこをしたりしている。
本人のルートでは本来希望していた外務局長からの外務局への誘いを断り、モーリッツの後任として地球の礼拝堂の責任者になる。他ルートでは後に外務局へと異動となるが、再び民生局に戻る。

立場的には多方面でフィーナとは対の設定になっている。
上記の通り、登場したのはPS2版からだが、CDドラマのリース編にはエステルのような人物が登場している。
PS2版とMC版フィーナルートではフィーナと達哉の結婚式で司祭を務めた。
MC版の彼女のルートでは、達哉と共に歩む未来を模索する彼女の姿が見られる。
シンシア・マルグリット (Cynthia Marguerite)
声：遠野そよぎ（PC版・MC版）
誕生日：6月12日。血液型：O型。星座：ふたご座。身長：156.1 cm。3サイズ：85 (D) /55/83。テーマ曲「王宮のサラバンド」。 好物：甘いもの、特にドライフルーツ
『夜明け前より瑠璃色な -Moonlight Cradle-』にて登場する新キャラクター。フィアッカ・マルグリットより2つ下の妹。フィアッカは「シア」と呼んでいる。本人曰く、肌年齢はともかく年齢は達哉と同じくらい。一見、大人びてはいるが、時には少女らしい一面も覗かせる。静寂の月光の司祭服に似たデザインの服を着ているが、これは彼女の所属していた組織の制服であり、その組織が静寂の月光と繋がりがあった事が関係しているらしい。地球において制服姿では目立ってしまうため、作中では外出の際、麻衣から借りた服を着用している。
オイディプス戦争時の人物で、戦争当時の人類が保有していた「ロスト・テクノロジー」の使い手（伝承者）。現在はターミナル（後述）の管理人。
達哉とは、ターミナルで想像も出来ない出会いを果たす。
コーヒー以外の刺激物全般はわずかな刺激程度のものでも苦手。犬が苦手。カナヅチ。

### サブキャラクター
カレン・クラヴィウス (Karen Clavius)
声：羽桜涼子 / 浅川悠 / 同左
誕生日：11月30日。血液型：A型。星座：いて座。身長：166.1 cm。3サイズ：80 (A) /57/81。
月人居住区にあるスフィア王国大使館に常駐して、駐在武官と秘書官を兼任している。格闘技全般に通じており、中でも剣術の腕は達人クラスと言われている。フィーナの地球滞在における月側の実質的責任者。エステルと同じ孤児院の出身で月に1度は孤児院に寄付をしている。
セフィリアに取り立てられて側に仕えるようになり、後に秘書的な役割を果たすようになった。そのため、セフィリアに対する思慕の念が強い。主君であるフィーナに諫言をはばからない忠臣で、国王ライオネスからの信頼も厚い。実はライオネスからフィーナには内密のとある勅命を直々に受けている。
さやかとは彼女の月留学時代以来の仲で、数少ない飲み友達。しっかりとした性格だが、笑いに弱かったり、男性に対しての免疫がなかったり、人情話に弱かったりとイメージとは異なった一面が多い。胸が小さいことにコンプレックスを抱いていて、ゲーム本編のおまけエピソードではカレン本人のめずらしく慌てる姿を見ることができる。
MCのフィーナルートでは自転車の運転でふらふらしている不器用な一面を見せているが、さやかルートではロードバイクで100km以上を乗り回すほどになっている。また駐在武官兼任の公使に就任している。
鷹見沢 仁（たかみざわ じん）
声：辻宮春彦 / 小西克幸 / 岸尾大輔
誕生日：9月4日。血液型：B型。星座：おとめ座。身長：177.8 cm。
菜月の兄で、トラットリア左門で修行中の青年。さやかとはカテリナ学院時代の同級生。軽い性格で達哉や菜月をからかって遊ぶのが趣味であり、そのためよく菜月の「しゃもじブーメラン」を食らう。しかし、時折何もかも見透かしたかのような、年長者らしい的確な発言をする一筋縄ではいかない人物。時々、試作のドルチェを試食と称して朝霧家へ差し入れに来る。
鷹見沢 左門（たかみざわ さもん）
声：巌蝉秋 / 秋元羊介 / 根岸朗
誕生日：10月29日。血液型：A型。星座：さそり座。身長：173.4 cm。
イタリア料理店トラットリア左門の主人。菜月と仁の父親。朝霧家とは家族ぐるみの付き合いがあり、実の父親が行方不明の達哉にとって父親のような存在となっており、さやかとともに朝霧家の後見人である。彼も達哉のことを「タツ」と呼んで可愛がっている。トラットリア左門のトラットリアとはイタリア語で「小食堂」の意で将来は同じくイタリア語では「本格的食堂」の意味を持つリストランテという言葉を冠したリストランテ左門にするのが夢。本来なら呼称はマエストロなのだが、本人はなぜかマスターと呼ばれる方を好む。
鷹見沢 春日（たかみざわ はるひ）
声：寺田はるひ（テレビアニメ）
鷹見沢左門の妻で、菜月と仁の母親。イタリアのミラノで料理修行をしているため、家を長期空けている。料理の腕は左門よりも上である。菜月には料理の腕は受け継がれなかったものの、しゃもじを投げる攻撃法と胸の大きさは遺伝したようである。ゲーム版では姿を出さない。朝霧夫妻とは学生時代からの付き合いのようである。
PS2版のおまけシナリオで左門に対し海外からしゃもじで的確にツッコミをしたり、MCの菜月のおまけシナリオでは菜月の呼び声に反応して海外からしゃもじを投げて左門に命中させている。
イタリアンズ
達哉が飼っている3匹のメス犬達。それぞれ、ペペロンチーノ（シェトランドシープ）、アラビアータ（豆柴）、カルボナーラ（グレート・ピレニーズ）という。すべて菜月による命名。この他に昔飼っていた犬にナポリタン（パグ）という名の犬がいたが、その名がイタリア料理で無いことを命名者の菜月は後で知り、達哉たちの笑い話の1つになっている。アラビアータが1番年上である。
MCではナポリタンがハスキーであるという記述がなされているが、これはライターのミスであり正しくは前述の通りパグである。思い出の「最初の犬」と混同している可能性が高い。
朝霧 千春（あさぎり ちはる）
声：宮林康（テレビアニメ）
達哉の父親。月の歴史学者。王立月博物館にも彼の本が残っており、月のことがよく書いてあると言われている。よく家を空けることが多かったが、5年前に行方不明となり生死不明とされている。まだ生きていると考えて、彼の部屋はいなくなった後も一切整理をしないでそのままの形で保存されている。周りの人間からは評判はよかったが、達哉だけは母親を過労死させたと勘違いしており受け入れないでいる。
フィーナによると王宮にも出入りしており、実際は行方不明になった後に月へ行くことができたのだが、月面を調査中に発生した事故により記憶喪失になり、その事故の約半年後に亡くなる。記憶喪失の間も達哉に教えた紙飛行機のことだけは覚えており、フィーナにその折り方を教えている。
朝霧 琴子（あさぎり ことこ）
達哉の母親。千春が家を空けることが多かったが、彼のことを信じて待ち続けていた。しかし3年前、肝臓ガンで死亡した。千春や春日とは学生時代からの知り合いだった。
ライオネス・テオ・アーシュライト (Lyones theo Earthlight)
声：山中荘一 / 広瀬正志 / 木村雅史
フィーナの父にして現スフィア国王。『パーフェクトビジュアルブック』にある設定では、スフィア王国は代々直系の女性が世襲で王位を継ぐことになっているが、セフィリア前女王が退位した際に娘〔王位継承者〕であるフィーナ姫が成人前だったことから特例として彼が暫定的に王位を継いだとされている。だがフィーナルートの8年後で未だにライオネスが国王と呼ばれている矛盾ができている。厳格ではあるものの、娘のフィーナの事をいつも気にかけている。
セフィリア・ファム・アーシュライト (Cefilia fam Earthlight)
声：手塚まき（ドラマCD） / 生天目仁美（テレビアニメ）
フィーナの母でスフィア国前女王。国民から敬愛され、スフィア王国と地球との友好を推進した女王であったが、とある事情で失脚し、その1年後失意の中で亡くなった。ただし、表向きには失脚とは発表されておらず、月王国では現在でも紙幣の肖像画に使われるほど国民の人気は高い。地球側ではカテリナ学院の「月学概論」の教科書に写真付きで掲載されている。その顔は達哉曰くフィーナにどこか面影が似ているとのこと。フィーナの理想であり、目標の存在である。
過去に地球へ訪れた際に、満弦ヶ崎周辺の遺跡（軌道重力トランスポーター関連施設跡地）調査を行っていたことが「過去の戦争で失われた兵器の発掘」として糾弾され、国家反逆罪の嫌疑がかけられたが、夫であるライオネス現国王によって、「セフィリア女王が表舞台から身を引く」ことで秘密裏に事態を収拾させられた。この女王失脚の事実は「遺失兵器発掘疑惑」が根底にあることから地球との外交問題、最悪の場合は地球との戦争再燃という事態に発展しかねない重要な問題でもあったため極秘事項とされ、女王退位の理由については単に「病気」によるものとしか公表されなかった。
モーリッツ・ザベル・フランツ (Moritz Zabel Frantz)
声：中田譲治（PS2版）
誕生日：1月20日。血液型：AB型。星座：やぎ座。身長：184.6 cm。
PS2版より登場。3年ほど前から月人居住区の礼拝堂に勤め、管理している。品性が身に備わった高司祭。誰に対しても分け隔てなく接する温和な人柄で、瞳の深い輝きと肌に刻まれた年輪が人生経験の豊富さを感じさせる。教団の中でも信頼が厚く、外務局長とも知り合い。そのため、教団からは月に戻ってきて欲しいという声があるが、もう月ではやるべきことは済ませたと言い、月に戻る事を拒否している。エステルが孤児院にいた時に世話していたことがあり、エステルにとって育て親の関係にある。そのためエステルは彼のことを慕っている。
エステルは知らないが、その正体は彼女の実の母方の祖父。かつては貴族であり、実の娘と地球人との子であるエステルが産まれた際には地球人と交わって産まれた汚らわしい存在と判断し彼女を孤児院に捨ててしまう。しかしそれがきっかけで娘は心労に苦しみ後に亡くなってしまう。娘の突然の死と孫を捨てた罪の意識にさいなまれエステルを孤児院が引き取ろうとするも孤児院関係者からフランツの身勝手な行動と軽率な判断を指摘され自分がやってきた数々の行為を深く反省する。その後は貴族の階級を捨て素性を隠し司祭になりエステルを育てた。エステルの実の親は双方共に他界しているが、父親方の親族とは一応和解している。かつてのフランツの行為を咎めた孤児院関係者もその後のフランツの生き方から十分に贖罪をしたと感じてるが、フランツ自身はまだ自分を許しきれずエステルにも真実を告げることができないでいた。
MCのエステルルートでは、月に帰った彼が病に倒れたことで事態が大きく動くことになる。
遠山 蒼一（とおやま そういち）
PS2版より登場。翠の父親で、有名なクラリネット奏者。厳格な性格。演奏のために世界を飛び回る日々が続いており、娘とは疎遠になってしまっている。メールに顔文字を多用するなどお茶目な一面も持っている。
MCの翠ルートでは、メールの絵文字使用にさらに拍車がかかっていることが明らかになる。
遠山 和紗（とおやま かずさ）
声：宮武みか（PS2版）
PS2版より登場。翠の母親で、有名なピアニスト。夫の蒼一について同じく世界中を飛び回っている。
黒服の男
王家外務局ボディガード。達哉より体力、体格で大きく上回り、かつ格闘技にも精通している。
通常はカレンの指示下で行動しているが、状況によってはカレンを飛び越えて直接国王から指示が下されることもある。

## スタッフ（ゲーム）
- 製作統括・総指揮：るね
- キャラクターデザイン・原画：べっかんこう
- シナリオ：榊原拓、内田ヒロユキ、安西秀明、岡田留奈
- CG統括：里見藤久
- 背景：阿舎利ん_16、ゆうろ、北川由貴、有限会社シルバー 他
- ムービー製作：北川由貴
- カットイラスト：脳みそホエホエ
- 製作協力：戯画、ケロQ、フライングシャイン、（有）シュピール 他
- BGM：Active Planets

## 主題歌
- PC版イメージテーマ「Lapis Lazuli」[34]
  - 作詞：榊原ゆい / 作曲：toms・k & kors k / 編曲：wacha / 歌：泉伶
- PC版オープニングテーマ「Eternal Destiny」
  - 作詞：榊原ゆい / 作曲・編曲：DJ SHIMAMURA / 歌：榊原ゆい
- PC版挿入歌：「WAX&WANE」
  - 作詞：澄田まお / 作曲・編曲：wacha / 歌：手塚まき
- PS2・PSP版イメージテーマ「brilliant azure」[35]
  - 作詞：Ran mineco / 作曲・編曲：DJ SHIMAMURA / 歌：ちっち
- PS2・PSP版挿入歌「下弦の月〜生まれ出づる明日〜」
  - 作詞：uriel / 作曲・編曲：sumiisan / 歌：ちっち
- PS2版サウンドトラック録り下ろし「未来パレット」
  - 作詞：uriel / 作曲・編曲：sumiisan / 歌：生天目仁美・野々瀬ミオ・後藤麻衣・氷青・黒河奈美・伊藤静・高野直子・結本ミチル
- MCオープニングテーマ「深青Philosophy」
  - 作詞：さなぎ / 作曲・編曲：DJ SHIMAMURA / 歌：Veil∞Yui Yamamoto / 製作：Active Planets
- MC挿入歌「Marginality」
  - 作詞：さなぎ / 作曲・編曲：HIR / 歌：中恵光城 / 製作：Active Planets
- MCエンディングテーマ「クリスタライズ」
  - 作詞：さなぎ / 作曲・編曲：Tatsh / 歌：ちっち / 製作：Active Planets

※PS2・PSP版のオープニングテーマは後述のCDでは「brilliant azure」となっているが、ゲーム内で演奏される場面で考えるならこの曲はイメージテーマであり、オープニングテーマはPC版と同じ「Eternal Destiny」となる。

## テレビアニメ
『夜明け前より瑠璃色な-Crescent Love-』（よあけまえよりるりいろな クレッセントラブ）のタイトルで、2006年10月から12月までBS-i、独立UHF局、AT-Xで放送された。BS-iでは16:9のハイビジョンサイズで放送しているが、独立UHF局では画面の左右を切って4:3のスタンダードサイズにして放送したため、一部で該当キャラが画面上にいないのに声だけが流れる現象（見切れ）が発生した。AT-Xでは4:3サイズだがレターボックス形式で放送されている。全12話。
本テレビアニメ版の製作にあたり原作のオーガストは基本的に口を出さない方針で、シナリオの榊原拓は「アニメ製作スタッフの皆様には、かなり自由に作って頂いてますので」、原画のべっかんこうは「フィーナのあのドレスを動かさなければならないアニメスタッフさんには、本当に申し訳ないやらありがたいやら」と、アニメ製作スタッフに気を遣う発言をしている。
このためかテレビアニメ版は独自のストーリーになっており、アポロ計画からスフィア王国成立までの月の有人開発史の紹介から始まり、原作ゲームでは設定上しか存在しないゲームスタート前の出来事である月と地球の戦争「オイディプス戦争」が宇宙艦隊の戦闘シーンという形で映像化されている。また、主要キャラクターの設定が一部変更されている。更に新キャラクターも数人追加されている。

### オリジナルキャラクター
高野武（たかの たけし）
声 - 辻親八
フィーナのホームステイに同行して、フィーナたちの取材をすることになるカメラマン。有名な映像作家であるが神出鬼没。アニメ第1話ではフィーナのスカートの中から登場するという荒業を披露。アニメの後半では過去に王国軍の剣術指南役の話があった事や朝霧達哉に剣術の手解きするなど、その後の重要なキャラになっている。これまでにセフィリア・ファム・アーシュライトのドキュメンタリーの他に『オリーブはかく語りき』などの作品を制作した。
助手（じょしゅ）
声 - 近藤隆幸
高野武の助手。若い頃はパンク風なコスチュームだった。最終回では幾多の弟子を獲得。服装も北斗の拳のケンシロウのようになっている。苗字は西岡と言うらしい。
ブリジット・アンバー (Bridget Amber)
声 - よのひかり
地球連邦政府大統領でさやかの上司。かつては外務大臣でセフィリアと渡り合っていた。
ユルゲン・フォン・クリューゲル
声 - 近藤隆
フィーナの許婚。親衛隊長にして、貴族出身の反地球主義者。
自身のプライドが高く、平民出身の王であるライオネスを内心で見下している、実は「オイディプス戦争」を起こそうとしたテロリストである。

### 設定が変更されたキャラクター
朝霧達哉（あさぎり たつや）
アニメ版では考古学者である父千春を憧れの存在とし尊敬している。また、癖で他人の鼻をつまんでしまうなどが新たに追加されている。
フィーナ・ファム・アーシュライト (Feena fam Earthlight)
アニメ版ではドジな部分を見せたりもする。また、朝霧千春の部屋でのゴキブリ騒動の際には機関銃で射撃するシーンもあり、ある程度銃火器の扱いにも精通しているようだが、射撃の腕は今ひとつらしい。
朝霧麻衣（あさぎり まい）
原作では朝霧達哉の義妹だが、アニメでは実妹となっている。また、妄想癖があるなどの設定も追加された。
鷹見沢 菜月（たかみざわ なつき）
アニメ版では仁に対しての攻撃が「兄想い」と書かれた巨大しゃもじによる打撃技が多くみられる。また、彼女の料理のことで「マスターカーボン」と呼ばれている。
穂積さやか（ほづみ さやか）
職業が月博物館館長代理から地球連邦大統領の主席秘書官に変更となっている。それに伴い仕事時の服装も変更となった。
カレン・クラヴィウス (Karen Clavius)
アニメ版では格闘技だけでなく、戦闘機パイロットとしての腕前も披露している。
鷹見沢 仁（たかみざわ じん）
アニメ版では菜月の「しゃもじ攻撃」を受けるたびに店のガラスなどを破壊しており、その都度給料から修理代が引かれている。最終的には億を超えた模様。
鷹見沢 春日（たかみざわ はるひ）
アニメ版では、12話の達哉とフィーナの結婚式に初めてその姿を見せることとなる。この時、仁に『息子想い』と書かれたしゃもじで打撃を入れている。初登場にもかかわらず、「仁、あんたも変わらないね」という一言のみで、これが最初で最後の登場となった。
フィアッカ・マルグリット (Fiacca Marguerite)
ゲーム版では実際に存在した人間の思念とされているが、アニメ版では前述の戦争の際、傷付いた人々の心が生んだ思念体ということになっている。
朝霧千春（あさぎり ちはる）
ゲーム版では行方不明扱いだったが、アニメ版では世界中を飛び回っていて滅多に帰ってこないものの生存していることとなっている。考古学が専門の学者だが、興味を持った事は何でも研究してしまう。達哉と麻衣の尊敬の対象になっており、インディ・ジョーンズ張りの破天荒な冒険活劇風のシーンが達哉と麻衣によって語られている。さやかの月留学よりも前に研究のために月へ密航した事があるがすぐに発覚して強制送還されたエピソードがある。その際、当時平民であったライオネスにアドバイスをしている。ちなみに彼の部屋は「ゴキブリ」が大量出現したことが引き金となりカレンが操縦するVTOL攻撃機のミサイル攻撃によって爆破された。
息子が撃たれて瀕死状態になったときに巨大宇宙船に乗って颯爽と登場し、息子を生き返らせた。
朝霧琴子（あさぎり ことこ）
原作では3年前に亡くなったことになっているが、アニメ版では10年前となっている。
セフィリア・ファム・アーシュライト
ライオネスの回想や最終話に出演。学生時代にライオネスと出会い、恋に落ちる。死因が、元々平民であったライオネスとの結婚により、心労が重なったためとなっている。

### スタッフ（アニメ）
- 監督 - 太田雅彦
- シリーズ構成 - あおしまたかし
- キャラクターデザイン・プロップデザイン・総作画監督 - 渡辺義弘
- 美術監督 - 飯島寿治
- 色彩設計 - 馬庭由佳
- コンポジットディレクター（撮影監督） - 佐々木正典
- 編集 - 関一彦
- 音楽 - 澤野弘之
- 音響監督 - 亀山俊樹
- プロデューサー - 高野貴志、上山公一、中川滋、松永孝之、金庭こず恵、寺田千秋
- アニメーション制作プロデューサー - 安西武
- アニメーション制作 - 童夢
- 製作 - 月文化交流会（TBS、バンダイビジュアル、アルケミスト、フロンティアワークス、ムービック、メモリーテック）
- ナレーション - 宮林康

### 主題歌・挿入歌
オープニングテーマ「前奏曲（プレリュード）-We are not alone-」
作詞 - 森由里子 / 作曲 - 澤野弘之 / 編曲 - 和田貴史・澤野弘之 / 歌 - 大藤史
エンディングテーマ「Crescent Love〜月のなみだ〜」
作詞 - 森由里子 / 作曲・編曲 - 岡崎雄二郎 / 歌 - フィーナ・ファム・アーシュライト（生天目仁美）
挿入歌「今を抱きしめて」
作詞 - 森由里子 / 作曲・編曲 - 澤野弘之 / 歌 - フィーナ・ファム・アーシュライト（生天目仁美）

### 各話リスト
| 話数 | サブタイトル              | 脚本           | 絵コンテ              | 演出              | 作画監督                                                                  |
| ---- | ------------------------- | -------------- | --------------------- | ----------------- | ------------------------------------------------------------------------- |
| 1    | お姫様がホームステイ!?    | あおしまたかし | 太田雅彦              | 太田雅彦          | 渡辺義弘                                                                  |
| 2    | お姫様は優等生!           | あおしまたかし | 高田耕一              | 高田耕一          | 小山知洋 澤崎誠                                                           |
| 3    | お姫様 料理対決!!         | 子安秀明       | 誌村宏明              | 矢花馨            | 宇都宮遥（木村圭一郎） 田中宏紀                                           |
| 4    | 戦う! お姫様              | あおしまたかし | 太田雅彦              | 太田雅彦 小川浩司 | 定井秀樹 澤崎誠                                                           |
| 5    | お姫様 無人島漂流記       | あおしまたかし | 太田雅彦 高田耕一     | 三宅武貞          | 赤尾良太郎、松村康功 柳伸亮、谷川政輝 江上夏樹、三宅雄一郎 はっとりますみ |
| 6    | お姫様は恋愛禁止!?        | 子安秀明       | オザワカズヒロ        | オザワカズヒロ    | 大隈孝晴、阿部達也 澤崎誠                                                 |
| 7    | お姫様の許婚              | あおしまたかし | 太田雅彦 アミノテツロ | 高山秀樹          | 田中宏紀 森本由布希                                                       |
| 8    | お姫様と瑠璃色の空の下で… | あおしまたかし | 誌村宏明              | 亜乱炭椎          | 大越雄一 西宮雅大                                                         |
| 9    | お姫様に迫る影            | 子安秀明       | オザワカズヒロ        | 神原敏昭          | 桜井木の実                                                                |
| 10   | 片翼だけのお姫様          | あおしまたかし | 太田雅彦 岩本保雄     | 矢花馨            | 小野陽子 定井秀樹 澤崎誠                                                  |
| 11   | お姫様とその手をかさね    | あおしまたかし | オザワカズヒロ        | 布施康之 高山秀樹 | 赤尾良太郎、柳伸亮 谷川政輝、松村康功                                     |
| 12   | お姫様と…                 | あおしまたかし | 太田雅彦              | 太田雅彦 矢花馨   | 渡辺義弘、定井秀樹 松村康功、谷川政輝                                     |

### キャベツ問題
第3話で「作画崩壊」と呼ばれる現象が生じ3話の作中で、キャベツを千切りにするシーンで描かれているキャベツが、単色の黄緑色のボール状の物体にしか見えない粗い作画で描かれていた。「ヤシガニ」や「ムサシ」と並び、アニメにおける作画崩壊の俗称として引き合いに出されることが多い。
この問題については、バンダイビジュアルが雑誌『メガミマガジン』2007年1月号誌上で謝罪文を掲載した。また、最終話で回想として放送された料理シーンに修正が施されたほか、DVD版では第3話に200カット近いリテイクをはじめ大幅な修正が行われたが、調理後の試食シーンでは切ったキャベツが出てこないまま審査員が試食を行っていた。
後に制作スタッフの一人が明かしたところによれば、制作スケジュールが押していた中で原画を書かずに丸だけ描いてキャベツの写真と一緒に中国の下請け会社に発注しようとしたら、キャベツの写真を入れ忘れた状態で発注してしまったことがこの事件を引き起こしたという。

### 放送局
| 放送地域 | 放送局     | 放送期間                      | 放送日時           | 系列         | 備考                                                         |
| -------- | ---------- | ----------------------------- | ------------------ | ------------ | ------------------------------------------------------------ |
| 日本全域 | BS-i       | 2006年10月4日 - 12月20日      | 水曜 26:30 - 27:00 | TBS系 BS放送 | この局のみビスタサイズ (16:9) で放送。                       |
| 愛知県   | テレビ愛知 | 2006年10月5日 - 12月21日      | 木曜 25:58 - 26:28 | テレビ東京系 |                                                              |
| 埼玉県   | テレ玉     | 2006年10月6日 - 12月22日      | 金曜 25:30 - 26:00 | 独立UHF局    |                                                              |
| 千葉県   | チバテレビ | 2006年10月8日 - 12月24日      | 日曜 24:30 - 25:00 | 独立UHF局    |                                                              |
| 京都府   | KBS京都    | 2006年10月8日 - 12月24日      | 日曜 25:15 - 25:45 | 独立UHF局    | 毎月第4週は25:45から                                         |
| 神奈川県 | tvk        | 2006年10月8日 - 12月24日      | 日曜 25:30 - 26:00 | 独立UHF局    |                                                              |
| 東京都   | TOKYO MX   | 2006年10月10日 - 12月26日     | 火曜 25:30 - 26:00 | 独立UHF局    |                                                              |
| 兵庫県   | サンテレビ | 2006年10月11日 - 12月27日     | 水曜 26:05 - 26:35 | 独立UHF局    |                                                              |
| 日本全域 | AT-X       | 2007年11月1日 - 2008年1月17日 | 木曜 11:00 - 11:30 | CS放送       | CS初放送。リピートあり。 この局のみ4:3レターボックスで放送。 |

| BS-i 水曜 26:30 - 27:00 | BS-i 水曜 26:30 - 27:00              | BS-i 水曜 26:30 - 27:00     |
| 前番組                  | 番組名                               | 次番組                      |
| ----------------------- | ------------------------------------ | --------------------------- |
| -                       | 夜明け前より瑠璃色な -Crescent Love- | まほろまてぃっく （再放送） |

## 夜明け前より瑠璃色な-Moonlight Cradle-
PlayStation 2版『夜明け前より瑠璃色な-Brighter than dawning blue-』（以下PS2版）のストーリーに準拠したアフターストーリー。2009年2月27日に初回限定版、同年9月18日に通常版が発売された。オーガスト第7作目となる。
本作はPS2版の続編にあたり、各キャラクターの後日談と最終章が描かれているが、新キャラクターであるシンシア・マルグリットのストーリーに関しては新規シナリオとなっており、ストーリーの開始時間はフィーナが留学を終えて月へ帰った後となっている。
ゲームは開始と同時にミア、さやか、麻衣、菜月、リース、翠、エステルのそれぞれのルート分岐が発生する。7人を攻略するとシンシアルートが発生し、さらに攻略するとフィーナルートが開放される。各ルート内では、別ルートが派生するような選択肢は一切ない。
初回限定版プレミアムエディションでは、PS2版のWindows移植である『夜明け前より瑠璃色な-Brighter than dawning blue- for PC』が同梱。内容は一部の誤字修正を除き、PS2版のものと変更は無い。
- 初回限定版スタンダードエディション
  - PCソフト「夜明け前より瑠璃色な-Moonlight Cradle-」本体
  - 初回版特典冊子「Moonlight Chronicle」（初回版仕様）：ラフ画や設定資料、イラスト等収録
  - 初回特典コースター「Moonlight Coaster」
- 初回限定版プレミアムエディション
  - PCソフト「夜明け前より瑠璃色な-Moonlight Cradle-」本体
  - 初回版特典冊子「Moonlight Chronicle」（初回版仕様）：ラフ画や設定資料、イラスト等収録
  - 初回特典コースター「Moonlight Coaster」
  - PCソフト「夜明け前より瑠璃色な-Brighter than dawning blue- for PC」
- 通常版
  - PCソフト「夜明け前より瑠璃色な -Moonlight Cradle-」本体
  - 小冊子「Moonlight Chronicle」

### Moonlight Cradleでの新たな設定
シンシアルートで達哉は、空間跳躍技術の中核を担うターミナルでシンシアと出会う。ターミナルはロストテクノロジーであり、空間跳躍を行うにはターミナルとは別にデバイスと呼ばれる装置が必要である。シンシアルートはこのデバイスを8人目の達哉の世界へ行き回収することから始まる。
空間跳躍技術とは、多世界解釈と重力制御技術を基本とした技術であると言われている。シンシアの説明によると、世界は多世界解釈に基づく状態であるという。リースルートで達哉が体験した触ると消えてしまう羽はこの跳躍によるものである。これらの説明からすべての時間からターミナルへのアクセスが可能なのかは不明。
ターミナルには他のすべての時空とは別の空間にあるらしく、シンシアのいた時空の年代から達哉のいた時空の年代までの間には700年もの時間が経っているが、ターミナルでは時間の概念が無く、シンシアも変わらずに存在し続けていた。ターミナルには時間の概念が無いためどのような順序付けを以って8人目なのかは不明。
シンシア自身がターミナルの外の時空間へ跳躍するには人や物の縁が必要で、基本的にはシンシアの名を頭の中で呼ぶだけでその世界へと跳躍することが可能だが、それだけでは縁という意味で不足がちなので、本編ではシンシアの持っていた懐中時計を達哉に持たせて縁を補強させた後、跳躍している。シンシアの名前を呼ぶ側は、その際雑念が混ざるとシンシアは正確な座標が特定できず跳躍に失敗、あるいは成功しても目的地とは違った場所へ跳躍するという。事実シンシアルートでは達哉がシンシアを呼ぶ際に雑念を混ぜてしまったため、近くの民家の中へと跳躍している。

## 関連商品

### コミック
- 「夜明け前より瑠璃色な」（メディアワークス）
  - 作画は脳みそホエホエ。『月刊コミック電撃大王』（メディアワークス）2005年11月号から2007年5月号まで連載。全2巻。基本的にPC版に基づいた展開ではあるが、最終的に達哉と菜月が恋仲となる。またそれに伴い、翠の髪型が失恋を機にPC版のものからPS2版のものになるなど、若干のアレンジが加えられている。
  - 第1巻のおまけには、オーガストの過去作（『ミントちゃん物語』含む）の全ヒロインが登場している。
    1. 2006年9月27日発売。ISBN 978-4-8402-3601-0
    2. 2007年5月26日発売。ISBN 978-4-8402-3906-6
- 「夜明け前より瑠璃色な-Moonlight Cradle-」（アスキー・メディアワークス）
  - 作画は脳みそホエホエ。『電撃G's Festival! COMIC』（アスキー・メディアワークス）Vol.4からVol.19まで連載。PS2版・MC版エステルルートに基づいている。各単行本には特別編が掲載されている。物語はエステルと初めて会うところから始まる。
    1. 2009年12月18日発売。ISBN 978-4-04-868300-5
    2. 2011年2月26日発売。ISBN 978-4-04-870334-5
    3. 2011年10月27日発売。ISBN 978-4-04-870984-2

| 話      | サブタイトル                                         | 収録されている単行本                                |
| ------- | ---------------------------------------------------- | --------------------------------------------------- |
| 1       | 月の司祭と親愛のリング                               | 第1巻 （2009年12月18日発行） ISBN 978-4-04-868300-5 |
| 2       | 地球と月の距離—                                      | 第1巻 （2009年12月18日発行） ISBN 978-4-04-868300-5 |
| 3       | エステルとお買い物                                   | 第1巻 （2009年12月18日発行） ISBN 978-4-04-868300-5 |
| 4       | 迷路の入り口                                         | 第1巻 （2009年12月18日発行） ISBN 978-4-04-868300-5 |
| 5       | エステルの秘密                                       | 第1巻 （2009年12月18日発行） ISBN 978-4-04-868300-5 |
| 特別編1 | ファーストコンタクト！？                             | 第1巻 （2009年12月18日発行） ISBN 978-4-04-868300-5 |
| 特別編2 | リースの探し物（『電撃G's magazine』に掲載していた） | 第1巻 （2009年12月18日発行） ISBN 978-4-04-868300-5 |
| 番外編  | 夜明け前より瑠璃色なBrighter than dawning blue       | 第1巻 （2009年12月18日発行） ISBN 978-4-04-868300-5 |
| 6       | エステルの気持ち                                     | 第2巻 （2011年2月26日発行） ISBN 978-4-04-870334-5  |
| 7       | 達哉の気持ち                                         | 第2巻 （2011年2月26日発行） ISBN 978-4-04-870334-5  |
| 8       | 告白                                                 | 第2巻 （2011年2月26日発行） ISBN 978-4-04-870334-5  |
| 9       | トラブル                                             | 第2巻 （2011年2月26日発行） ISBN 978-4-04-870334-5  |
| 10      | スタート地点                                         | 第2巻 （2011年2月26日発行） ISBN 978-4-04-870334-5  |
| 特別編3 | エステルの夢（単行本描き下ろし）                     | 第2巻 （2011年2月26日発行） ISBN 978-4-04-870334-5  |
| 11      | 見学会                                               | 第3巻 （2011年10月27日発行） ISBN 978-4-04-870984-2 |
| 12      | 決断と別れ                                           | 第3巻 （2011年10月27日発行） ISBN 978-4-04-870984-2 |
| 13      | 報せ                                                 | 第3巻 （2011年10月27日発行） ISBN 978-4-04-870984-2 |
| 14      | モーリッツの手紙                                     | 第3巻 （2011年10月27日発行） ISBN 978-4-04-870984-2 |
| 15      | プレゼント                                           | 第3巻 （2011年10月27日発行） ISBN 978-4-04-870984-2 |
| 16      | 誓い                                                 | 第3巻 （2011年10月27日発行） ISBN 978-4-04-870984-2 |
| 特別編4 | わかりあえるその日まで（単行本描き下ろし）           | 第3巻 （2011年10月27日発行） ISBN 978-4-04-870984-2 |

- 「マジキュー4コマ 夜明け前より瑠璃色な -Moonlight Cradle-」（エンターブレイン）
  - 4コマコミックアンソロジー。一般作品。
    1. 2009年8月26日発売。ISBN 978-4-7577-5003-6
    2. 2009年11月26日発売。ISBN 978-4-04-726123-5
    3. 2010年1月29日発売。ISBN 978-4-04-726282-9
    4. 2010年3月25日発売。ISBN 978-4-04-726405-2
    5. 2010年5月24日発売。ISBN 978-4-04-726553-0

### CD

#### マキシシングル
『Lapis Lazuli』
イメージテーマ「Lapis Lazuli」と挿入歌「WAX AND WANE 〜永遠に〜」を収録。
HOBiRECORDSより2005年9月22日に発売。HBMS-029
『Eternal Destiny』
オープニングテーマ「Eternal Destiny」他1曲を収録。
HOBiRECORDSより2005年9月30日に発売。HBMS-030
『前奏曲-We are not alone-』
TVアニメのオープニングテーマ。オリジナルを含め全部で5つのアレンジが収録されている。
フロンティアワークスより2006年11月8日発売。FCCM-0163
『Crescent Love〜月のなみだ〜』
TVアニメのエンディングテーマ。挿入歌「今を抱きしめて」も収録されている。
フロンティアワークスより2006年11月22日発売。FCCM-0164
『下弦の月〜生まれ出づる明日〜』
PS2版挿入歌「下弦の月〜生まれ出づる明日〜」、イメージテーマ「brilliant azure」他1曲を収録。
HOBiRECORDSより2006年12月7日に発売。HBMS-039
『夜明け前より瑠璃色な -Moonlight Cradle-』オープニングテーマ『深青Philosophy』
MC版OP「深青Philosophy」、挿入歌「クリスタライズ」を収録。ボーナストラックとして「深青Philosophy」のアレンジバージョンも収録されている。
Side Connection Musicより2009年2月27日に発売。SCMN-001
Eternal Way～with Eternal Destiny～
15周年特別アレンジ音楽CD。夜明け前より瑠璃色なコンプリートパック 15周年記念パッケージに同梱。2020/9/25発売。

#### サウンドトラック
『夜明け前より瑠璃色な』音楽集 -Lunar Passport-
テーマソング、BGMおよびアレンジメドレーを収録（ソフトウェア制作：オーガスト、AUG-2061、JAN 49 35066 30140 1）。
コミックマーケット69で先行発売。
2006年1月27日に一般発売。
『夜明け前より瑠璃色な-Brighter than dawning blue-』音楽集 -Terra Passport-
PS2版ボーカル曲・BGM・新曲を収録。
ARIAより2007年3月30日に発売。ARIA-0031
『夜明け前より瑠璃色な-Moonlight Cradle-』音楽集 -Future Passport-
MC版ボーカル曲・BGM・新曲を収録。
コミックマーケット76（2009年8月14〜16日）で先行販売。
オーガストより2009年8月28日に発売。AUG-7201、JAN 49 35066 30230 9。
TV Animation『夜明け前より瑠璃色な Crescent Love』Soundtrack
TVアニメのサウンドトラック。OP・EDはTVサイズのものを収録。「前奏曲-We are not alone-」はマキシシングルに収録されていないバージョンも収録されている。
フロンティアワークスより2007年1月26日発売。FCCM-0171

#### ドラマCD
ドラマCD「夜明け前より瑠璃色な〜Fairy tale of Luna〜」
マリン・エンタテインメントより発売。全6巻。
ストーリーはフィーナルートのその後に当たる話。6巻ともCD-EXTRA仕様で、PC用データとして壁紙やオリジナルメモ帳ソフトが収録されている。また全巻購入特典として、1,000円を払い込んだ郵便振替の払込票を添えて応募すれば、壁紙やメモ帳ソフトなどを収録したスペシャルCD-ROMと全6巻+スペシャルCD-ROMを収納できるケースが入手できた。
1. フィーナ編：2006年4月21日発売、MMCC-4094
2. ミア編：2006年5月25日発売、MMCC-4095
3. 麻衣編：2006年6月23日発売、MMCC-4096
4. 菜月編：2006年7月21日発売、MMCC-4097
5. さやか編：2006年8月25日発売、MMCC-4098
6. リース編：2006年9月22日発売、MMCC-4099

ドラマCD「夜明け前より瑠璃色な-Crescent Love-」
フロンティアワークス発売。初回版にはボーナストラック（出演声優のひとこと集）を収録。
1. ごく日常のエピソードをドラマ化して収録。2006年10月25日発売、FCCM-0165
2. 本編終了後のエピソードをドラマ化して収録。2006年12月22日発売、FCCM-0166

夜明け前より瑠璃色な スペシャルドラマCD+（ぷらす）
月刊コンプティーク2007年1月号付録。オリジナルドラマ6話+PS2版オープニングテーマ「brilliant azure」の視聴、各種壁紙・プロモーションムービーが収録。
ドラマCD「夜明け前より瑠璃色な〜The other side of LUNA〜」
マリン・エンタテインメントより発売。全4巻。
ストーリーはMC版をふまえた番外編。4巻ともCD-EXTRA仕様で、PC用データとして壁紙やオリジナルメモ帳ソフトが収録されている。また全巻購入特典として、1,000円を払い込んだ郵便振替の払込票を添えて応募すれば、壁紙やスクリーンセーバー、収録台本のデータなどを収録を収録したスペシャルCD-ROMと全4巻+スペシャルCD-ROMを収納できるケースが入手できた。
1. 翠編：2009年8月14日発売、MMCC-4206
2. エステル編：2009年10月21日発売、MMCC-4207
3. カレン編：2009年12月30日発売、MMCC-4208
4. シンシア編：2010年2月24日発売、MMCC-4209

### DVD
バンダイビジュアルにて発売（全6巻）
1. 第1・2話：2006年12月22日発売、BCBA-2755
2. 第3・4話：2007年1月26日発売、BCBA-2756
3. 第5・6話：2007年2月23日発売、BCBA-2757
4. 第7・8話：2007年3月23日発売、BCBA-2758
5. 第9・10話：2007年4月25日発売、BCBA-2759
6. 第11・12話：2007年5月25日発売、BCBA-2760

### ノベル（小説）
- 『夜明け前より瑠璃色な』（ハーヴェスト出版） ※18禁
  - フィーナ編：2006年5月1日発売 ISBN 4-434-07706-6
  - 菜月編：2006年6月1日発売 ISBN 4-434-07799-6
  - ミア編：2006年7月1日発売 ISBN 4-434-07914-X
  - 麻衣編：2006年8月1日発売 ISBN 4-434-08015-6
  - さやか編：2006年9月1日発売 ISBN 4-434-08185-3
  - リース編：2006年10月1日発売 ISBN 4-434-08295-7
  - 完結編：2006年11月1日発売 ISBN 4-434-08391-0

原作：オーガスト 著者：雑賀匡 原画：べっかんこう
全7巻。基本的に各ヒロインのルートに沿っているが、オリジナルの展開も一部ある。完結編は、フィーナ編の続編（「夜明け前より瑠璃色な」編）にあたる。
- Official Heroine Story『夜明け前より瑠璃色な〜恋する瞬間〜』（メディアワークス） ※一般作品
  1. 2006年9月30日発売 ISBN 4-8402-3622-4
  2. 2006年12月27日発売 ISBN 4-8402-3733-6
  3. 2007年3月30日発売 ISBN 978-4-8402-3822-9

原作：オーガスト 著者：岡田留奈 イラスト：べっかんこう、武田みか、かわぎしけいたろう
『電撃G's magazine』2006年1月号から2007年3月号まで連載（2006年7月号は休載）された全14話に書き下ろしを含む。全3巻。各ヒロインに焦点を当てたオリジナル短編集。
- 『夜明け前より瑠璃色な―Lavender Eyes』（角川書店） ※一般作品
  - 2006年12月20日発売 ISBN 978-4-04-707232-9

原作：ARIA 著者：天羽沙夜 原画：べっかんこう
全1巻。PS2版エステルルートのストーリーをまとめたもの。
- 『夜明け前より瑠璃色な Moonlight Cradle』（ハーヴェスト出版） ※18禁
  - 翠編：2009年10月1日発売 ISBN 978-4-434-13621-4
  - エステル編：2009年11月24日発売 ISBN 978-4-434-13622-1
  - シンシア編：2010年2月1日発売 ISBN 978-4-434-14109-6
  - side Terra：2010年5月13日発売 ISBN 978-4-434-14454-7
  - side Luna：2010年8月9日発売 ISBN 978-4-434-14455-4

原作：オーガスト 著者：佐々宮ちるだ 原画：べっかんこう
全5巻。基本的に各ヒロインのルート（PS2版のストーリーを含む）に沿っているが、オリジナルの展開も一部ある。また、side Terraは地球側ヒロインである菜月・さやか・麻衣の、side Lunaは月側ヒロインであるミア・リース・フィーナのMC版ストーリーに沿ったノベライズとなっている。

### その他書籍
- TECH GIANスーパープレリュード「夜明け前より瑠璃色な」
  - 発行エンターブレイン 2005年9月7日発売 ISBN 4-7577-2463-2
  - キャラクター紹介記事や各種設定資料を掲載。付録DVDには体験版と壁紙やカレンダー等のアクセサリが収録されている。
  - 体験版には「プレリュードバージョン体験版オリジナルストーリー」が2本収録されている（ゲーム本編未収録）。
- 夜明け前より瑠璃色なパーフェクトビジュアルブック
  - 発行メディアワークス 著者：電撃G's magazine編集部/編集・ねこ 2006年4月20日発売 ISBN 4-8402-3425-6
  - PC版のビジュアルブック。表紙はフィーナ。
- 電撃G'sFestival (Vol.6)
  - 発行メディアワークス 2006年11月30日発売
  - フルカラー82ページの冊子に抱き枕カバー・下敷き・定期券入れの豪華付録が付いている。
- 夜明け前より瑠璃色な 公式コンプリートガイド
  - 発行メディアワークス 2007年1月30日発売 ISBN 978-4-8402-3771-0
  - PS2版のビジュアルブック。表紙はフィーナとエステル。
- 夜明け前より瑠璃色な -Moonlight Cradle- パーフェクトビジュアルブック
  - 発行アスキー・メディアワークス 2009年8月10日発売 ISBN 978-4-04-867989-3
  - MC版のビジュアルブック。PS2版の総括もあり。表紙はフィーナとシンシア。

### カードゲーム
Lycee
シルバーブリッツのトレーディングカードゲーム、Lyceeに参戦している。収録エキスパンションは、AUGUST1.0など。
Chaos
ブシロードのトレーディングカードゲーム、Chaosに参戦している。

## コラボ
ティンクル☆くるせいだーす
PSP版にフィーナがゲスト出演した。
あいりすミスティリア!〜少女のつむぐ夢の秘跡〜
コラボイベント『月と地球より遠い場所 ホームステイは異世界へ！？』が、2020年6月19日に行われた。フィーナと麻衣がゲスト出演した。
コラボイベント『ここ掘れベロベロ！　野良猫と委員長の異世界散歩』が、2022年7月29日に行われた。エステルとリースがゲスト出演した。

## その他
- 本作品においてオーガストは公式な略称を提示しておらず、そのため様々な略称が存在する。
  - 初回限定版に添付されているオフィシャル設定画集「瑠璃色クロニクル」中の言葉や、2006年3月30日に発売された『夜明け前より瑠璃色なパーフェクトビジュアルブック』では「夜明けな」が用いられている。メディアミックス展開しているメディアワークスの『電撃大王』などの関連出版物もそれに準じている。また公式HP上の作品紹介のページのアドレスは当初「keyorina」となっていたが、2006年01月12日現在、「yoake」に修正されていた（いつ修正されたのかは不明）。HPの画像の題名も「yoakena」である。テレビアニメの公式HPのアドレスにも「http://www.bs-i.co.jp/anime/yoakena/」となっている。また、予告編の中でも「よあけな最大の問題作」とナレーションが入っている。なお、PS2版のDVD-ROMのボリューム名称は「KEYORINA」となっている。
  - 一方ユーザー側では、前作『月は東に日は西に 〜Operation Sanctuary〜』を公式が「はにはに」と略したことに倣って平仮名部分を抜き取った「けよりな」と、文節からそれぞれ2文字を取った「あけるり（明け瑠璃）」の略称が比較的多く使われる。なおオーガストオンリーの同人誌即売会であるオーガスティックホリデーが主催したアンケート[58]では「けよりな」が1位、「あけるり」が2位であった。
  - 前出の「よあけな」「けよりな」「あけるり」の他に、「よりるり」、「よあるり」、「夜明け前」、「瑠璃色」、「あまえるな」等、多様な略称・呼び方がある。
  - 『夜明け前より瑠璃色な -Moonlight Cradle-』は、MCと略されることが多い。